# Japán arália
A japán arália (Fatsia japonica) az ernyősvirágzatúak (Apiales) rendjébe és az aráliafélék (Araliaceae) családjába tartozó faj.
A Fatsia növénynemzetség típusfaja.

## Előfordulása
A japán arália eredeti előfordulási területe a névadó Japán déli része, a Koreai-félsziget és Tajvan.
Manapság világszerte termesztik szobanövényként, illetve kerti dísznövényként. A külső tartása, főképp a meleg éghajlatú tájakon javasolt, ahol a hőmérséklet nem esik -15 Celsius-fok alá. A szobákban légtisztító hatása van. Az F. japonica 'Variegata' nevű termesztett változata elnyerte a The Royal Horticultural Society a Royal Horticultural Society Award of Garden Merit, azaz nagyjából Kerti Termesztésre Érdemes Növény Díját.
Új-Zélandra is betelepítették, ahol nagy területeket foglalt el.

## Megjelenése
Örökzöld, bokorszerű növényfaj, mely általában 1-3 méter magasra és ugyanolyan szélesre nő meg. A rövid szárából szerteágazó ágak nőnek ki. A levelei spirális elhelyezkedésűek, 20-40 centiméter szélesek; 50 centiméter hosszú levélnyélen ülnek. Az ujjas levelek, 7-9 „ujjra” szakadoznak fel. Az ujjak vagy nyúlványok, durva szélűek, tompa fogazottsággal. A kis fehér virágai, a rendjére jellemző sűrű ernyős virágzatokba tömörülnek. Késő ősszel vagy kora télen virágzik. Tavasszal kis fekete terméseket hoz.
Fogságban a közönséges borostyánnal (Hedera helix) keresztezve, létrehozták a × Fatshedera lizei nevű hibridet.

## Képek

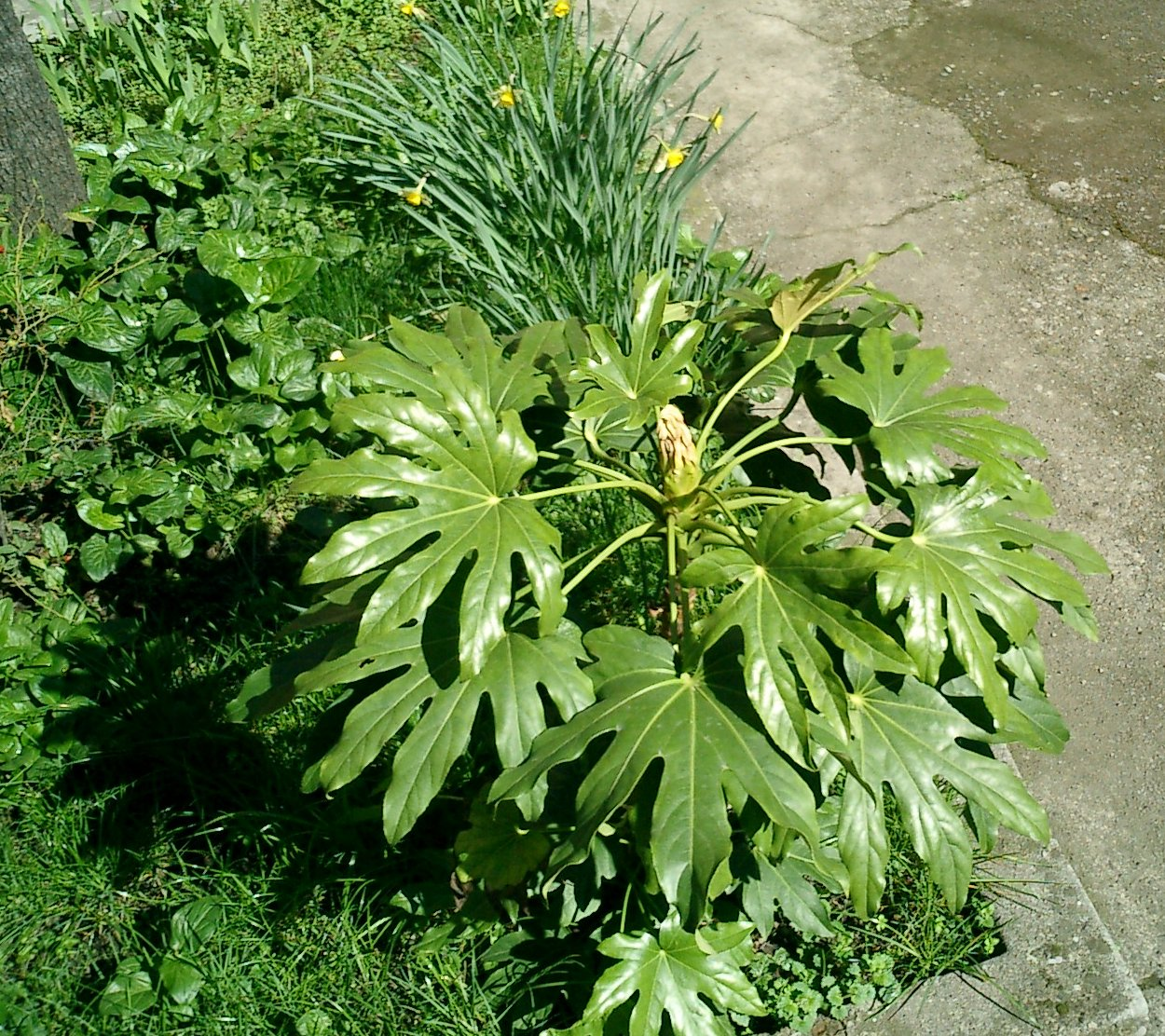
A növény
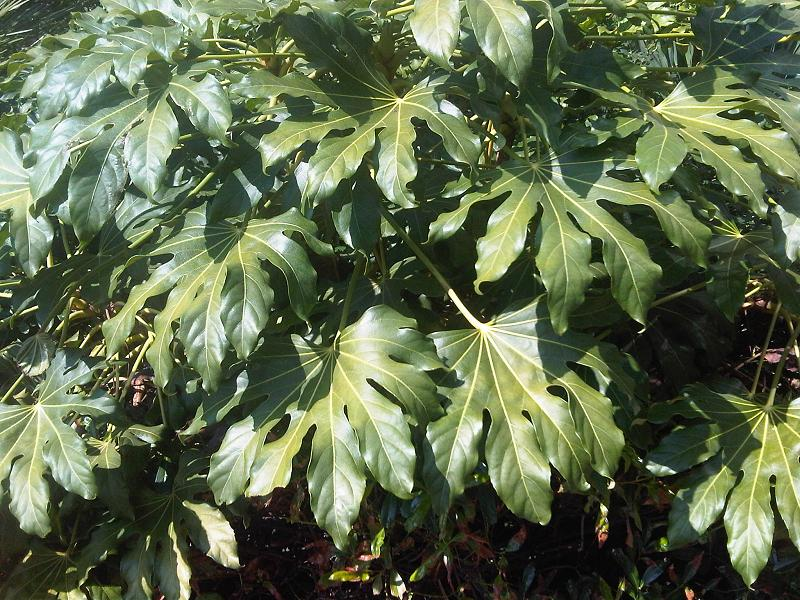
Levelei,
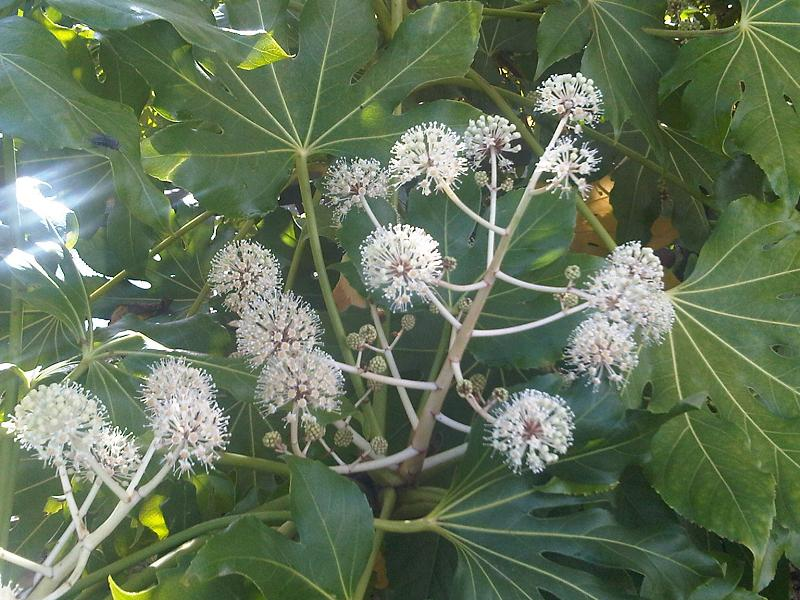
virágai
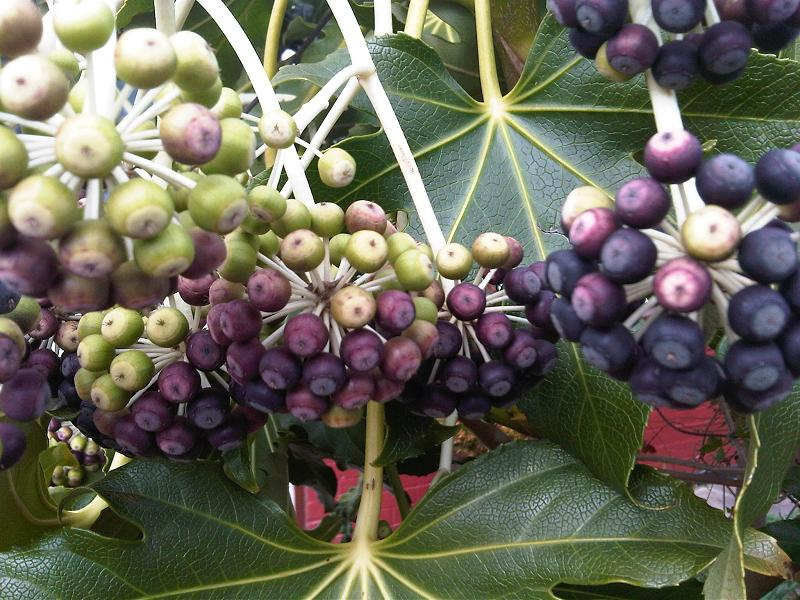
és termései

### Fordítás
- Ez a szócikk részben vagy egészben  a   Fatsia japonica című angol Wikipédia-szócikk ezen változatának fordításán alapul.  Az eredeti cikk szerkesztőit annak laptörténete sorolja fel. Ez a jelzés csupán a megfogalmazás eredetét és a szerzői jogokat jelzi, nem szolgál a cikkben szereplő információk forrásmegjelöléseként.